# Exsurgence de Port-Miou

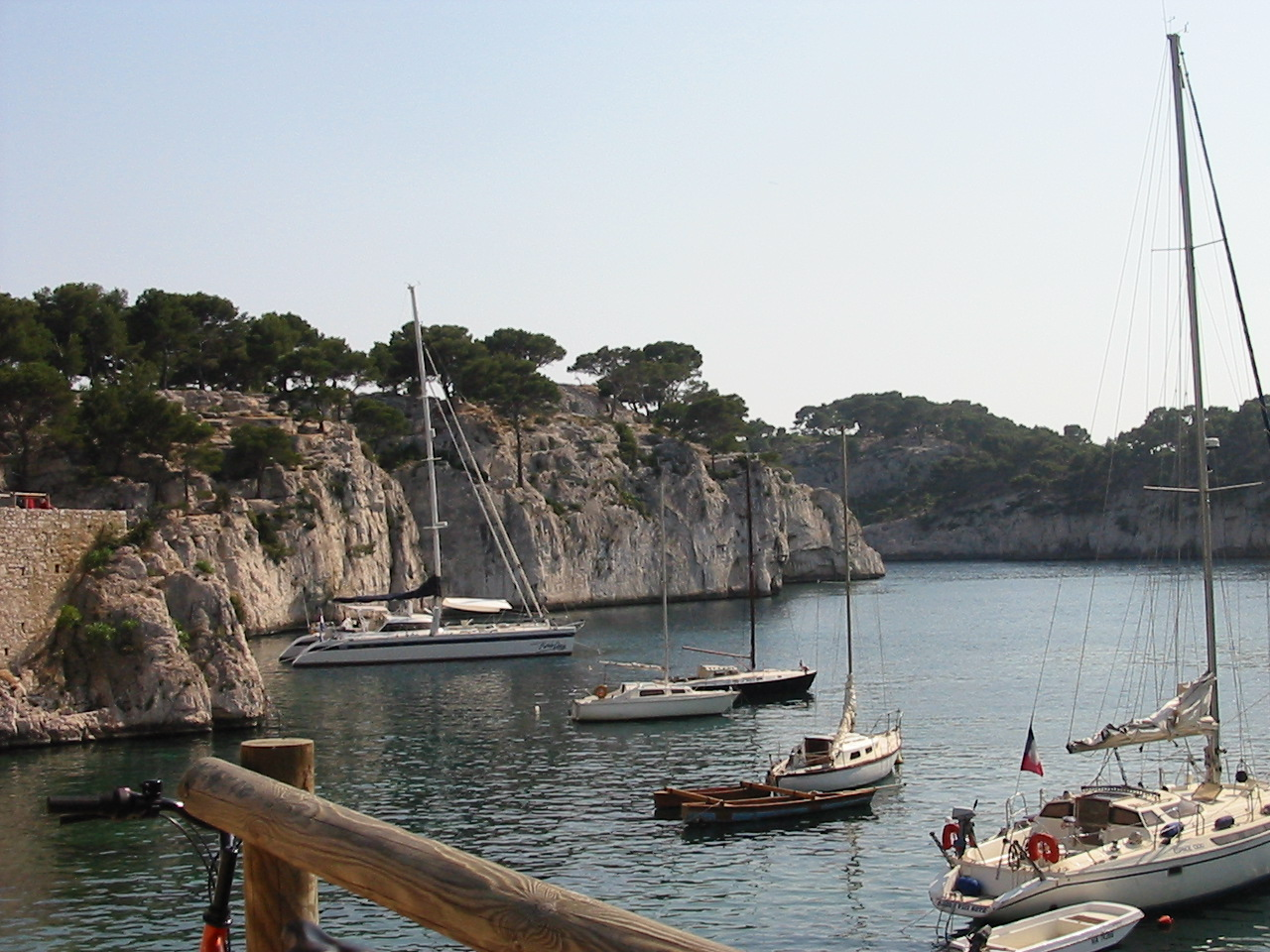
Calanque de Port-Miou (Cassis).

L'exsurgence de Port-Miou est une source sous-marine de la calanque de Port-Miou, près de Cassis. Son débit est d'environ 7 m3/s. Il s'agit d'un phénomène karstique et l'exsurgence constitue un site géologique remarquable du massif des Calanques.
Cette exsurgence pourrait permettre l'alimentation en eau potable d'une grande partie de la Basse Provence à l'est de Marseille, sous réserve de régler le problème de sa contamination par des remontées d'eau de mer à un endroit pour le moment encore inaccessible. C'est pourquoi la compréhension complète du mécanisme de la contamination saline a fait l'objet d'efforts importants depuis de nombreuses années.

## Formation
Toutes les côtes calcaires présentent des exsurgences semblables à celle de Port-Miou, héritées des dernières glaciations, quand la mer est descendue jusqu'à 120 m sous le niveau actuel (maximum il y a environ -22 000 ans) avant de remonter en submergeant des sources continentales. Mais ce phénomène a pris un tour unique en Méditerranée, avec un abaissement de la mer de 1000 à 1500 m lors de la crise de salinité messinienne,, entre −5 960 000 et −5 330 000 ans.
La rivière souterraine de Port-Miou circule dans une grotte noyée dont la galerie principale est longue de plus de 2200 m, large d'environ 20 m de diamètre et descend jusqu'à au moins 233 m de profondeur sous le niveau de la mer.

## Exploration et recherches

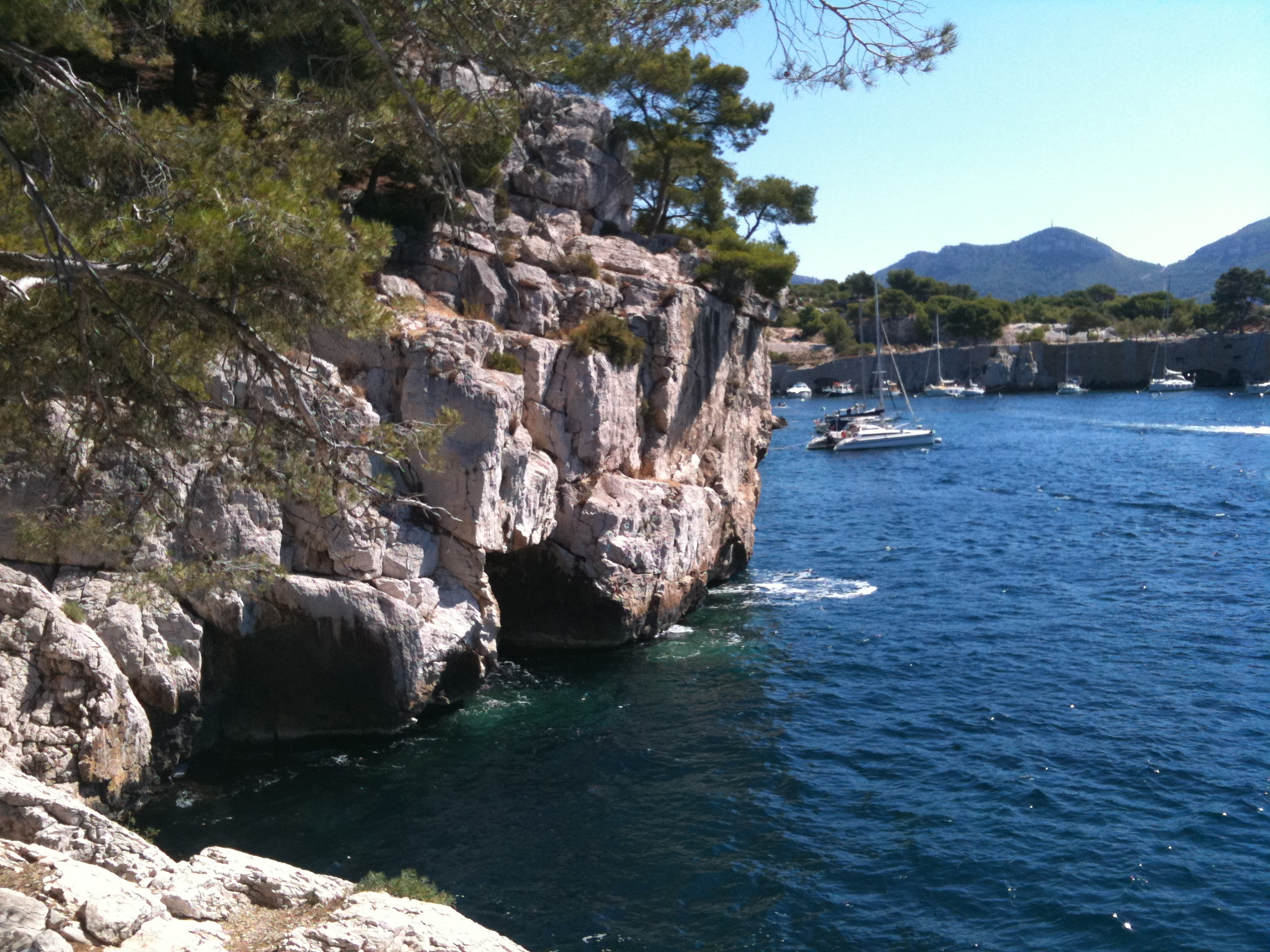
Débouché sous-marin de l'exsurgence de Port-Miou (creux dans la falaise en bas à gauche). Seul un léger courant à peine visible en observant l'écume formée par les vagues contre les rochers indique la présence d'un débit de plusieurs mètres cubes par seconde quelques mètres sous la surface de la mer. L'eau presque douce (plus légère que l'eau très salée de la Méditerranée) forme une nappe froide sur la mer, plus chaude en été.

- Les premières explorations en plongée ont été faites par l'Office français de recherches sous-marines
- Le 20 mars 1960, le savant américain Conrad Limbaugh perd la vie en plongeant dans la rivière souterraine de Port-Miou. Une plaque commémorative lui est dédiée à quelques mètres au-dessus de l'exsurgence[6].
- À partir de 1968, le Syndicat de Recherches de Port-Miou (SRPM) est constitué par le BRGM (Bureau de Recherches Géologiques et Minières), la Société des Eaux de Marseille (SEM), le Bureau d'Ingénieurs Conseil « Coyne et Bellier » et la COMEX. Il initie les premières études en vue de diversifier les approvisionnements en eau de Marseille[7].
- En 1972-1973, le SRPM entreprend la construction d'un premier barrage sous-marin expérimental à 500 mètres de l'entrée. L'objectif est alors de stopper le courant salé marin pénétrant au fond de la galerie. Les résultats sont encourageants.
- En 1973, la théorie de la crise de salinité messinienne voit le jour[8]. Mettant plusieurs années à s'imposer, la théorie joue un rôle déterminant dans la compréhension de la contamination saline de la résurgence.
- En 1976, le SRPM passe à une seconde phase d'expérimentation consistant à obturer complètement la galerie pour augmenter la charge hydraulique et repousser vers le bas l'interface « eau-douce eau salée ». Un déversoir de crue est aménagé pour limiter cette augmentation de charge. Malgré une amélioration très sensible de la qualité de l'eau, la permanence d'une salinité résiduelle impose un traitement par désalinisation, ce qui n'est pas réaliste. En conséquence, le projet est abandonné.
- En 1980, la thèse Vernet et Vernet[9] suggère une origine continentale, par lessivage d'évaporites, pour expliquer la salinité.
- En 1993, Marc Douchet atteint en plongée la profondeur de 147 m.
- En 1999, des études sont reprises par le karstologue Éric Gilli, professeur à l'université Paris-VIII, qui avance la théorie d'une contamination marine profonde d'origine messinienne[10],[11],[12]. Il infirme l'hypothèse d'une origine continentale de la salinité[13]. Ces études confirment l'intérêt de cette ressource et montrent que ce fleuve souterrain draine une nappe qui pourrait s'étendre sur plusieurs centaines de kilomètres carrés. La nappe pourrait être largement utilisée par forage et offrir une alternative à l'utilisation de l'eau de surface. Cela relance les études qui sont conduites sous sa direction par Thomas Cavalera[14], dans le cadre d'une thèse cofinancée par l'État et le Groupe des Eaux de Marseille (SEM) et appuyée par le Conservatoire du littoral.
- En 2005, Jérôme Meynié atteint en plongée la profondeur de 170 m[15].
- En 2006, l'association « Cassis - la Rivière Mystérieuse », regroupant des experts de discipline complémentaires reprend, à la demande de la Ville de Cassis, une étude à caractère économique pour évaluer la faisabilité d'utiliser cette ressource pour différents usages dont celui de protéger la Commune et le domaine du futur Parc National des calanques contre les incendies de forêts
- En 2008, Xavier Meniscus atteint en plongée la profondeur de 178 m.
- En 2009, le modèle messinien, de contamination saline, est appuyé par la mise en évidence, dans les sédiments de la rivière de Port Miou, de traces des boues rouges issues du traitement de la bauxite et déversées dans le canyon de la Cassidaigne à 300 m de profondeur au large de Cassis[16].
- L'Université de Provence poursuit par ailleurs un programme de thèses sur ce sujet.
- En 2012, Xavier Meniscus atteint en plongée le fond du puits à la profondeur de 223 m sans entrevoir de suite[17].
- En 2016, Xavier Méniscus poursuit l'exploration avec l'aide d'une équipe internationale lors d'un projet national de la Commission Nationale de Plongée Souterraine de la FFESSM pour atteindre la profondeur de -233 m dans une galerie horizontale explorée sur 60 m supplémentaires[18].

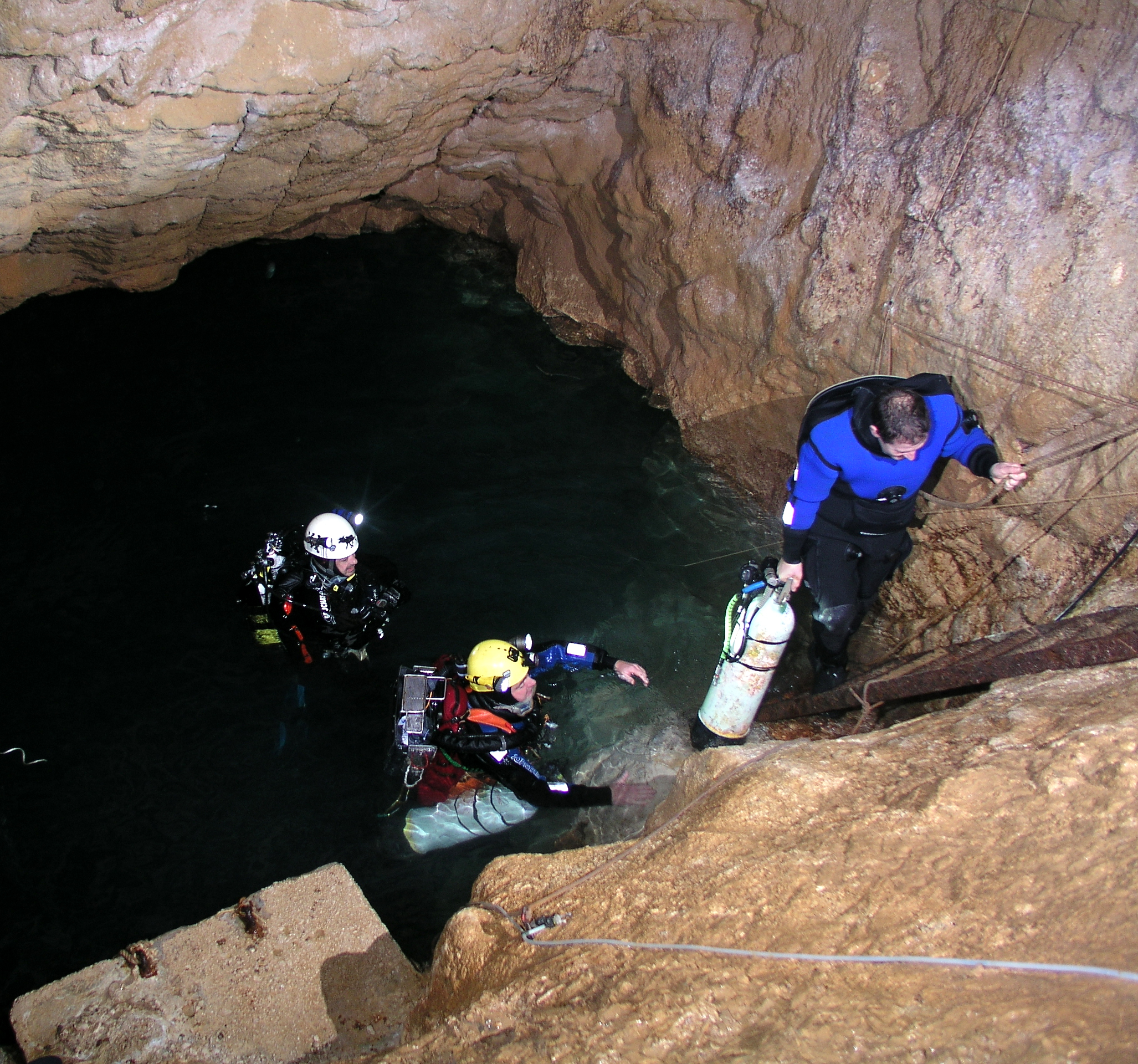
Plongeurs au pied du barrage artificiel de la rivière souterraine de Port-Miou (Cassis).
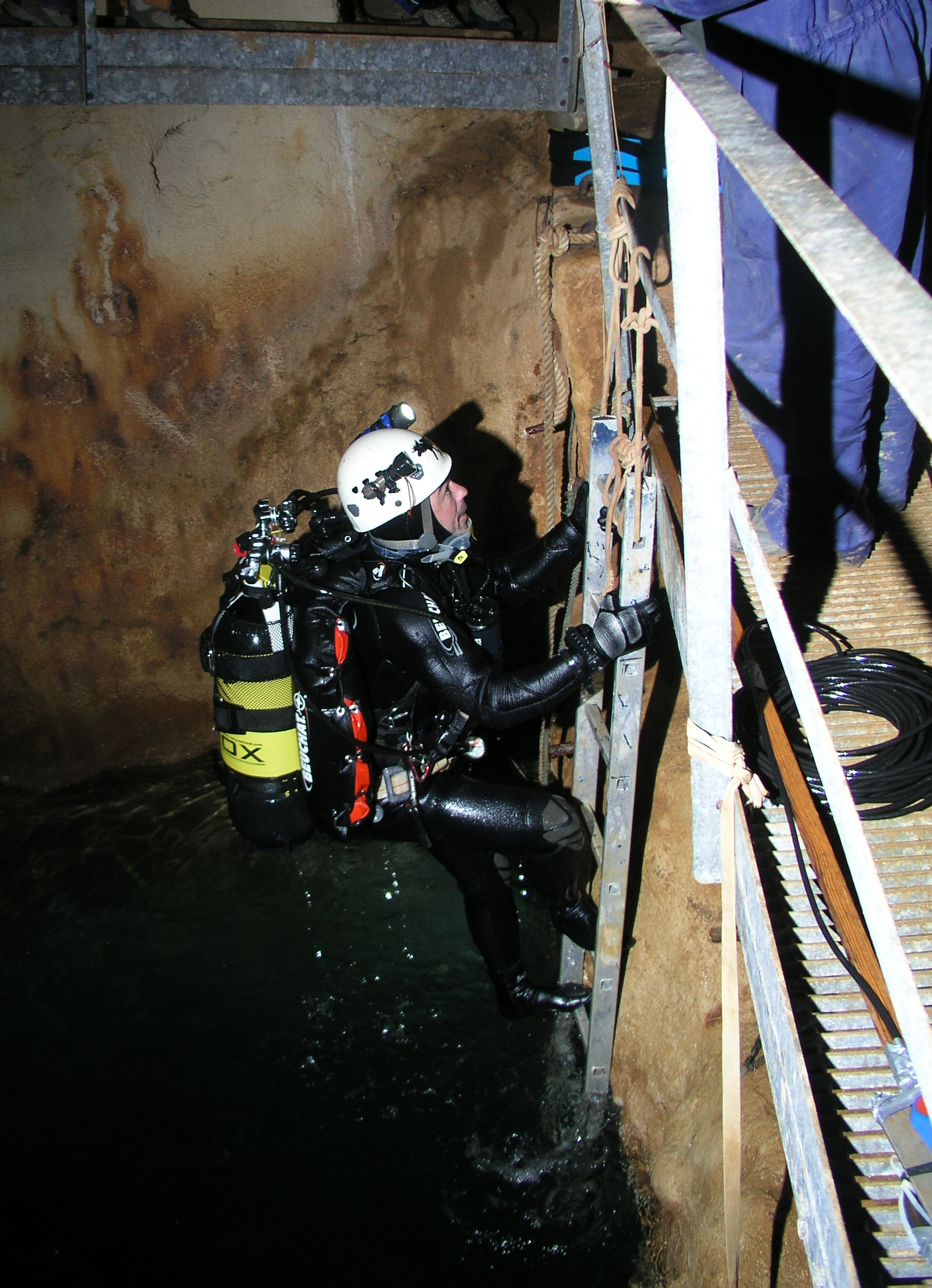
Plongeur sortant de la rivière.
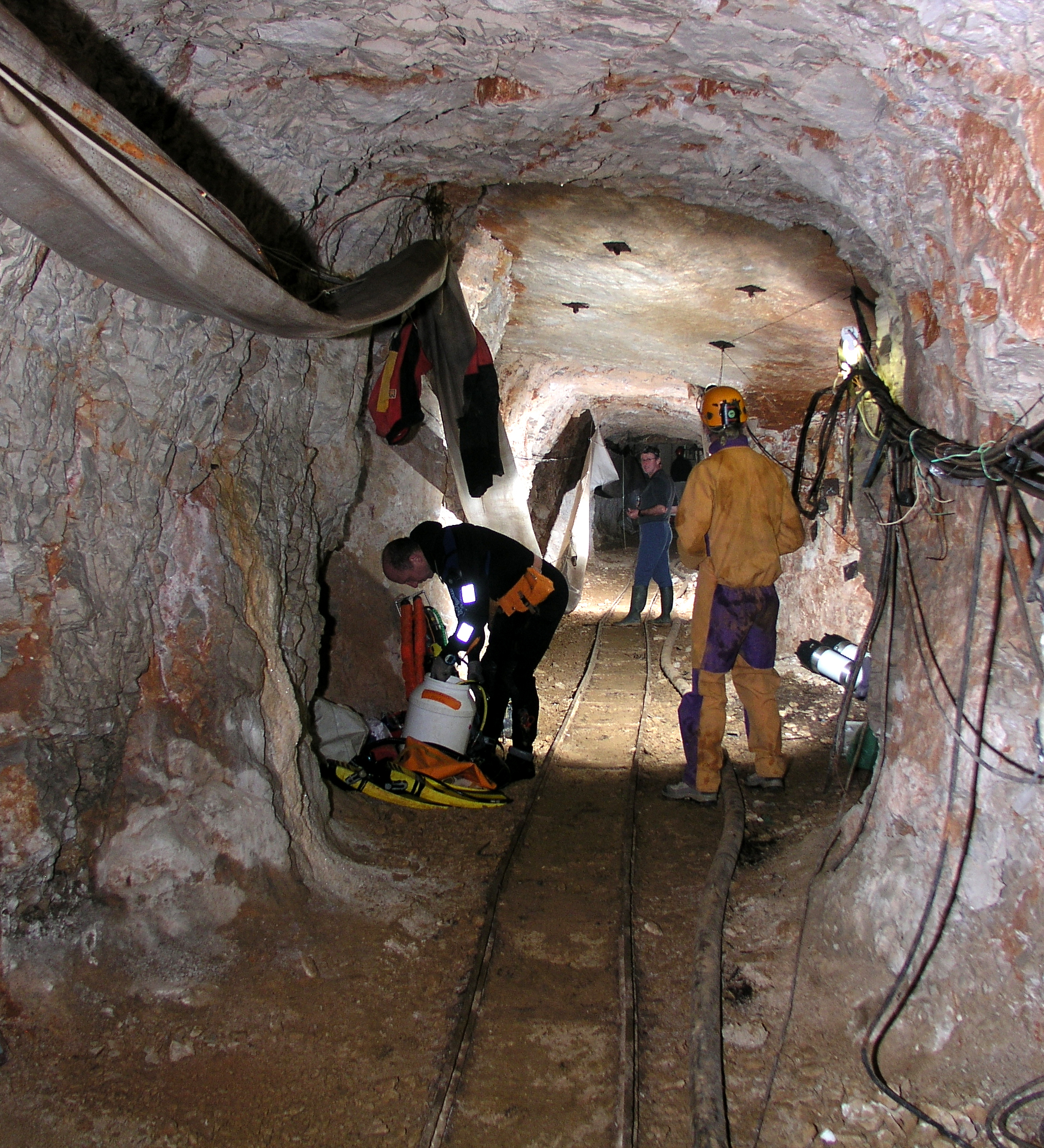
Galerie d'accès au barrage de la rivière de Port-Miou.
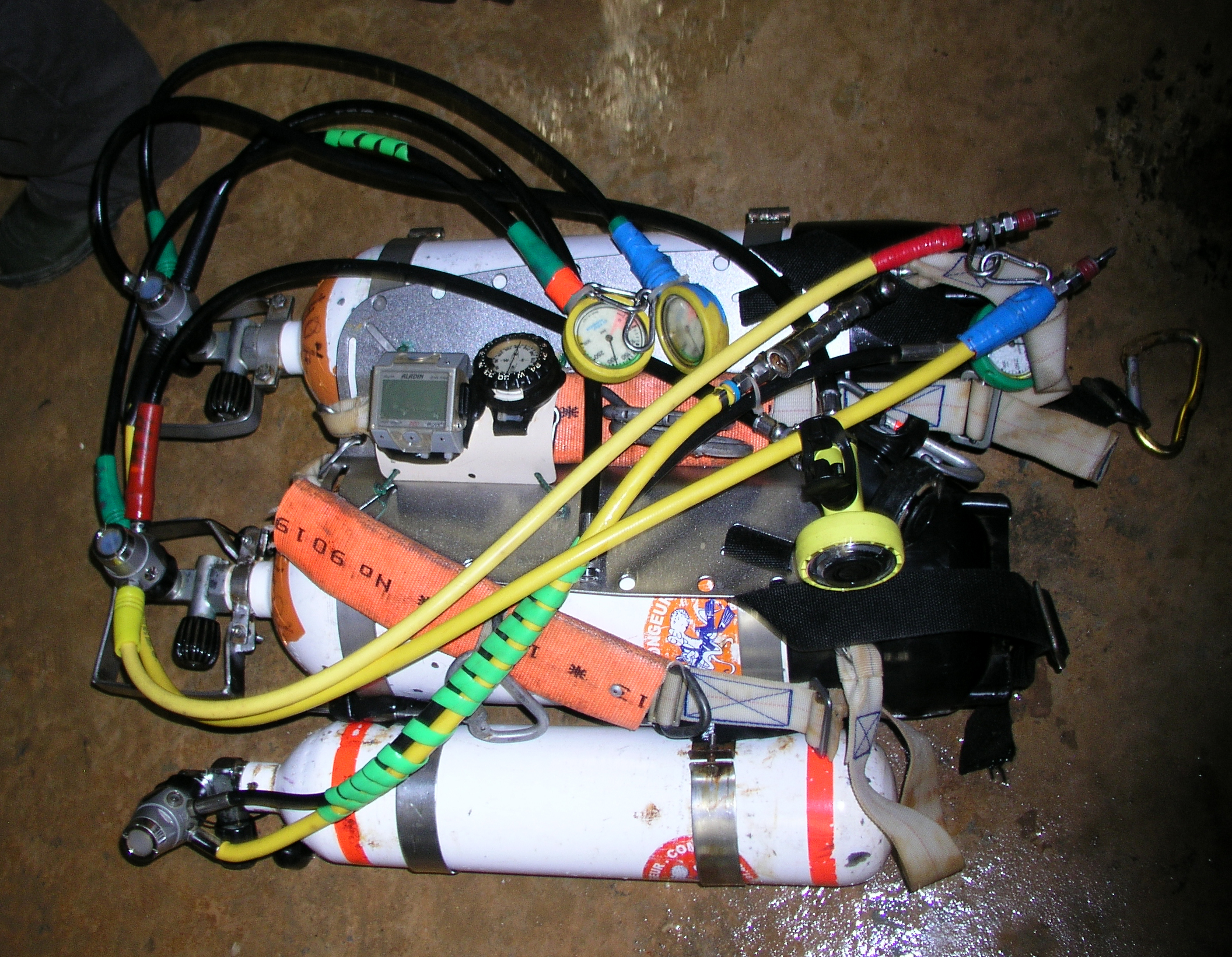
Matériel de plongée utilisé pour explorer la rivière souterraine lors des opérations du 23 janvier 2011.

## Contamination saline, réseau karstique et perspectives
On[Qui ?] explique les remontées d'eau salée très en amont par la présence d'un réseau karstique très profond qui s'est développé pendant la crise de salinité messinienne, un épisode géologique entre −5 960 000 et −5 330 000 ans qui a connu un abaissement de la Méditerranée de 1 000 à 1 500 m, ce qui a permis à l'eau douce de développer un réseau de circulation karstique beaucoup plus profond que le niveau actuel de la mer.

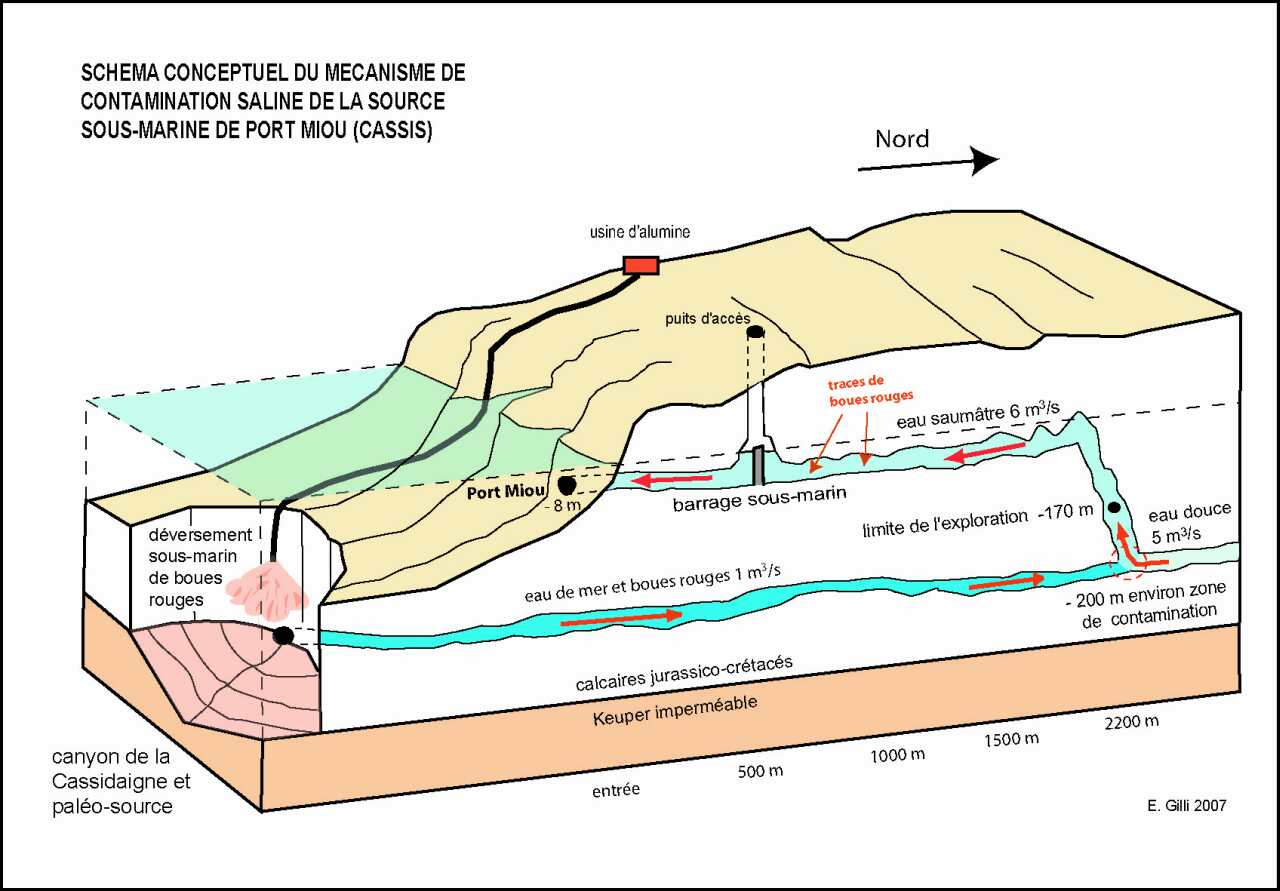
Modèle messinien de contamination saline du système de Port Miou. Ce modèle est renforcé par la détection de traces de boues rouges dans les sédiments de la rivière souterraine.

Ce karst profond est confirmé par un forage pétrolier expérimental voisin (Riou), et l'hypothèse d'une contamination très profonde confirmée par les plongées successives.
L'échec des tentatives expérimentales précédentes de localiser la contamination saline est lié à la géométrie particulière de la grotte noyée dans laquelle circule ce fleuve. Certaines galeries sont en effet situées à plus de deux cents mètres sous le niveau marin.
Toutefois l'espoir d'une exploitation demeure, avec la compréhension récente du phénomène de contamination profonde à travers le réseau karstique — la théorie de la crise de salinité messinienne ne date que de 1973 et elle a mis du temps à être consensuelle. Contrairement à certaines hypothèses initiales postulant que la rivière était salée parce qu'elle traversait des roches salées, le fait de savoir que l'eau est d'abord douce avant d'être contaminée à seulement quelques kilomètres de la mer ouvre des perspectives : le lieu de la contamination par l'eau de mer n'est pas connu, sa recherche est extrêmement difficile, mais ce lieu existe,. Un modèle d'aspiration d'eau de mer qui fait intervenir l'ascension en régime turbulent du panache d'eau douce dans l'eau de mer a été publié en 2015.

## Contamination par les boues rouges
L'aspiration d'eau de mer par le réseau karstique a également été confirmée par des traces de contamination de la rivière de Port-Miou par des boues rouges, déversées par Péchiney Rio Tinto Alcan à 300 m de profondeur dans le canyon de la Cassidaigne au large de Cassis. Ces boues rouges sont le résidu de la transformation de la bauxite en alumine.

### Vidéos
- [vidéo]  [vidéo] « Port Miou - Resurgence de Cassis- Explo samedi et dimanche 25 et 26 juin 2016- 1re partie » : « 4 h 45 », 28 septembre 2016, Youtube (consulté le 24 décembre 2017).
- [vidéo]  [vidéo] « Port Miou - Resurgence de Cassis -Explo samedi et dimanche 25 et 26 juin 2016- 2nde partie (1080) » : « 8 h 53 », 29 septembre 2016, Youtube (consulté le 24 décembre 2017).
- [vidéo]  [vidéo] « Plongée dans la résurgence de Port Miou : Du barrage jusqu’à puits terminal à -145m » : « 18 h 12 », 2 juin 2016, sur hébergé par beontherope, Vimeo (consulté le 24 décembre 2017).
- [vidéo]  [vidéo] « Les calanques. Secrets, légendes et merveilles » documentaire diffusé sur France 3